# Dáctilos
Dáctilos, na mitologia grega, eram cinco irmãos de Ida, em Creta, a quem Reia entregou o bebê Zeus.
Segundo Pausânias, com base no que os estudiosos da antiguidade em Élis haviam dito, Reia entregou Zeus aos dáctilos (que ele identifica com os curetes); eles eram cinco irmãos: Héracles de Ida, Peoneu, Epímedes, Iásio e Idas.
A origem dos jogos olímpicos deve-se a uma competição entre estes irmãos; Héracles foi o vencedor, e foi coroado com um ramo de oliveira. Mais tarde, os jogos seriam levados de Creta para Olímpia, onde havia outras tradições de jogos, por Clímeno, filho de Cardis e descendente de Héracles.
Segundo Estrabão, os dáctilos eram cinco irmãos que viviam no Monte Ida, na Frígia, e foram, segundo Sófocles, os primeiros a trabalhar com ferro. Eles tinham cinco irmãs. Há várias lendas, e uma síntese torna-se complicada, pois dependendo do autor os nomes (como Célmis, Damnameneu, Héracles e Acmão), e os números são diferentes. Eles eram considerados feiticeiros, viviam na Frígia, e serviam à Mãe dos Deuses. Os dáctilos originais tiveram nove filhos, os curetes, e cada um destes teve dez filhos, estes são os primeiros cem homens de Creta, chamados de dáctilos de Ida. Os coribantes também são descentes dos dáctilos.